# Nacaduba aphana
Nacaduba aphana är en fjärilsart som beskrevs av Hans Fruhstorfer 1916. Nacaduba aphana ingår i släktet Nacaduba och familjen juvelvingar. Inga underarter finns listade i Catalogue of Life.